# Veľký Cetín
Veľký Cetín (Hongaars: Nagycétény) is een Slowaakse gemeente in de regio Nitra en maakt deel uit van het district Nitra.
Veľký Cetín telt 1.647 inwoners. 
De tweederdemeerderheid van de bevolking gaf bij de volkstelling in 2011 aan van etnisch Hongaarse afkomst te zijn. De gemeente vormt hiermee een Hongaarse enclave in het district.

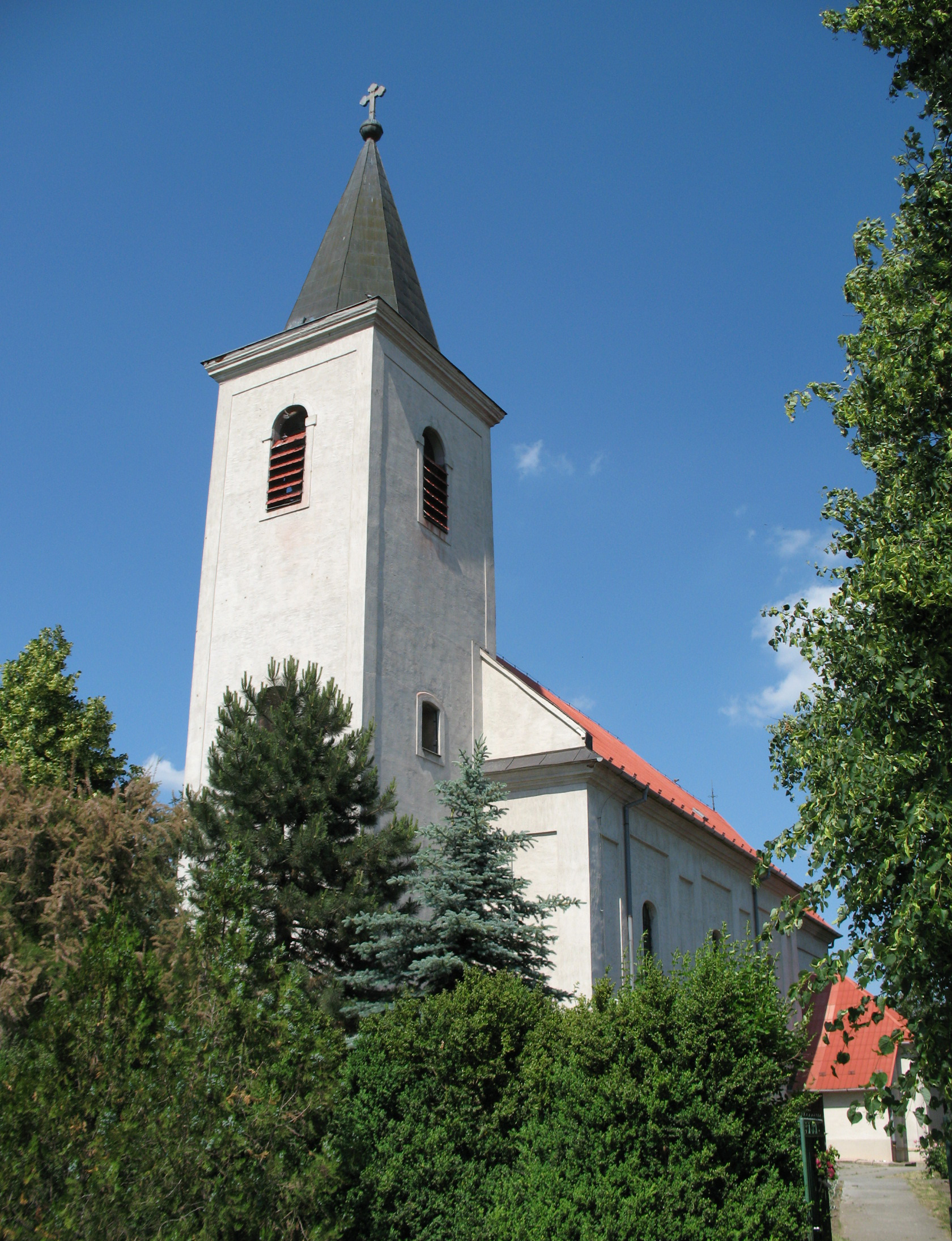
Kerk